# Mura di Macao
Le mura di Macao (portoghese: Antigas Muralhas de Defesa; in cinese: 舊城牆遺址) erano la fortificazione costruita dai portoghesi a difesa della loro colonia sulla penisola di Macao. Dell'originale cinta muraria non restano che tre sezioni in varie località della città, ma comunque facenti parte del centro storico di Macao inserito nella lista dei beni patrimonio dell'umanità dell'UNESCO.

## Storia
Le mura, erette con diverse tecniche e diversi materiali, furono edificate verso la fine del XVI secolo per proteggere i traffici portoghesi sia dai cinesi che da possibili altri invasori. La fortificazione della città venne incrementata soprattutto dopo la battaglia di Macao che vide contrapposte le forze portoghesi agli invasori olandesi nel 1622. Le prime difese furono erette subito dopo il tentativo olandese di invasione anche grazie all'appoggio delle autorità cinesi Ming, ma man mano migliorate dai portoghesi che utilizzarono le stesse tecniche di fortificazione attuate sia in Africa che in India a cui aggiunsero altre modalità di costruzione e materiali locali.
Le varie sezioni misurano altezze diverse che arrivano ad un massimo di 10 metri e larghezze tra il metro e i 3 metri. I materiali, invece, possono essere fatti risalire alla tecnica locale definita "chunambo" e prevedeva l'utilizzo di una miscela di argilla, terra, sabbia, paglia di riso, gusci di molluschi macinati e pietre.